# Хрватско народно казалиште (Загреб)
Хрватско народно казалиште (раније Народно земаљско казалиште) је позориште у Загребу. Настало је 1840. године. Први директор Хрватског народног казалишта је био Иван Зајц.
Године 1895. у Загребу је свечано отворена позоришна зграда за око 750 гледалаца у којој данас делује Хрватско народно казалиште. Необарокна зграда Хрватског народног казалишта је ремек-дело аустријског архитекте Фердинанда Фелнера и немачког архитекте Хермана Хелмера. Део је Европске руте историјских театара (The european route of historic theatres), која има за циљ неговање културне баштине одабраних европских позоришта насталих између 1500. и 1900. године.
Хрватско народно казалиште у Загребу кроз историју је носило различита службена имена, између осталих и: Народно хрватско земаљско казалиште, Народно казалиште Краљевства Срба, Хрвата и Словенаца у Загребу, Хрватско државно казалиште у Загребу и друга. Од 1912. до 1918. службено се називало Краљевско земаљско хрватско казалиште.